# كأس العالم جنوب إفريقيا 2010 (لعبة فيديو)
كأس العالم جنوب أفريقيا 2010 (بالإنجليزية: 2010 FIFA World Cup South Africa)‏ هي لعبة فيديو رياضية طورتها إي أيه كندا ونشرتها إلكترونيك آرتس على بلاي ستيشن 3 وإكس بوكس 360 وبلاي ستيشن بورتبل ووي وآي أو إس في 27 أبريل 2010.

## المنتخبات والملاعب

الدول التي باللون الأخضر هي الدول 199 الموجودة في اللعبة

لعبة كأس العالم جنوب أفريقيا 2010 تضم 199 منتخب شاركوا في تصفيات كأس العالم 2010، وفي اللعبة كل الملاعب التي أقيمت عليها في كأس العالم 2010.

## وصلات خارجية
- كأس العالم جنوب أفريقيا 2010 على موقع IMDb (الإنجليزية)
- كأس العالم جنوب أفريقيا 2010 على موبي غيمز (بالإنجليزية)